# ارتم فیلیمونوف
ارتم فیلیمونوف (اوکراینی: Артем Денисович Філімонов؛ زادهٔ ۲۱ فوریهٔ ۱۹۹۴) بازیکن فوتبال اهل اوکراین است.
از باشگاه‌هایی که در آن بازی کرده‌است می‌توان به باشگاه فوتبال دنیپرو، باشگاه فوتبال ونتسپیلس، باشگاه فوتبال چورنومورتس اودسا، باشگاه فوتبال گومل، و باشگاه فوتبال کارپاتی لویو اشاره کرد.
وی همچنین در تیم‌های ملی فوتبال Ukraine national under-16 football team, Ukraine national under-17 football team, Ukraine national under-18 football team, Ukraine national under-19 football team، زیر ۲۰ سال اوکراین، و زیر ۲۱ سال اوکراین بازی کرده‌است.